# Rosel Nitsche

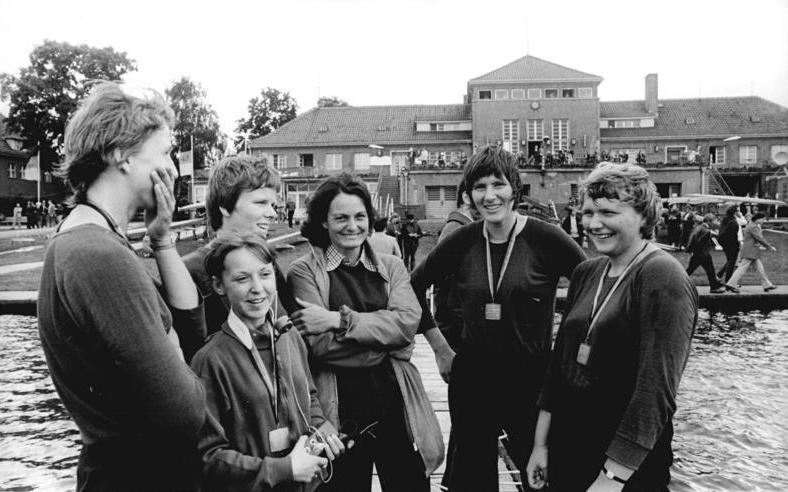
Rosel Nitsche (ganz links) nach dem Gewinn der DDR-Meisterschaften im Vierer 1974

Rosel Nitsche (* 11. November 1950) ist eine ehemalige Ruderin aus der DDR. Von 1969 bis 1975 gewann Rosel Nitsche jeweils eine Medaille beim internationalen Saisonhöhepunkt.
Die 1,86 m große Rosel Nitsche vom SC DHfK Leipzig war von 1971 bis 1974 viermal DDR-Meisterin mit dem Vierer mit Steuerfrau. 1970, 1972, 1973 und 1975 siegte sie auch im Achter, 1971 und 1974 war sie Vizemeisterin.
Bereits 1969 hatte Rosel Nitsche im Vierer bei den Ruder-Europameisterschaften Silber hinter dem sowjetischen Boot gewonnen. 1970 gewann Nitsche den Europameistertitel im Achter, im Jahr darauf wurde der Achter zweiter hinter dem Boot aus der Sowjetunion. Ab 1972 fuhr Rosel Nitsche international wieder im Vierer, wo sie 1972 hinter der sowjetischen Vierer und 1973 hinter dem niederländischen Boot zwei weitere Silbermedaillen gewann. 1974 fanden erstmals Ruder-Weltmeisterschaften in den Frauen-Bootsklassen statt. Rosel Nitsche siegte 1974 im Vierer und 1975 im Achter.

## Internationale Medaillen
(EM=Europameisterschaften; WM=Weltmeisterschaften)
- 1969 EM: 2. Platz im Vierer mit Steuerfrau (Renate Weber, Sabine Dähne, Martina Wunderlich, Rosel Nitsche und Steuerfrau Ulrike Skrbek)
- 1970 EM: 1. Platz im Achter (Barbara Behrend-Koch, Renate Boesler, Ute Marten, Christa Staack, Gabriele Rotermund, Rosel Nitsche, Renate Schlenzig, Marita Berndt und Steuerfrau Gudrun Apelt)
- 1971 EM: 2. Platz im Achter (Renate Boesler, Gunhild Blanke, Susanne Spitzer, Brigitte Ahrenholz, Christa Staack, Rosel Nitsche, Renate Schlenzig, Ute Bahr-Marten und Steuerfrau Gudrun Apelt)
- 1972 EM: 2. Platz im Vierer mit Steuerfrau (Renate Schlenzig, Sabine Dähne, Angelika Noack, Rosel Nitsche und Steuerfrau Gudrun Apelt)
- 1973 EM: 2. Platz im Vierer mit Steuerfrau (Maria Notbohm, Rosel Nitsche, Angelika Noack, Sabine Dähne und Steuerfrau Christa Karnath)
- 1974 WM: 1. Platz im Vierer mit Steuerfrau (Renate Schlenzig, Sabine Dähne, Angelika Noack, Rosel Nitsche und Steuerfrau Christa Karnath)
- 1975 WM: 1. Platz im Achter (Doris Mosig, Rosel Nitsche, Renate Neu, Monika Kallies, Bianka Schwede, Ilona Richter, Christiane Knetsch, Viola Goretzki und Steuerfrau Marina Wilke)